# Swartzia katawa
Swartzia katawa är en ärtväxtart som beskrevs av John Macqueen Cowan. Swartzia katawa ingår i släktet Swartzia och familjen ärtväxter. Inga underarter finns listade i Catalogue of Life.